# Debbie Allen
Debbie Allen (ur. 16 stycznia 1950) – amerykańska reżyserka, aktorka i producentka filmowa.

## Filmografia
producentka
- 1997: Amistad
- 2001: The Old Settler

reżyserka
- 1989: Polly
- 2001: The Old Settler
- 2006: Life Is Not a Fairytale: The Fantasia Barrino Story

seriale
- 1977: Statek miłości jako Reesa Marlowe / Selena Moore
- 1984: Bill Cosby Show jako Emma
- 1994: Dotyk anioła jako Valerie Dixon
- 2005: Chirurdzy jako Dr Catherine Avery

film
- 1979: Ebony, Ivory and Jade jako Claire 'Ebony' Bryant
- 1982: Alicja w Krainie Czarów
- 1994: Milioner w spodenkach jako Yvonne
- 2001: Obraz syna jako Bertha Lee Gilmore
- 2005: Confessions of an Action Star jako ona sama/Deity
- 2011: A Star for Rose jako Rose

## Nagrody i nominacje
Została uhonorowana nagrodą Złotego Globu, nagrodą Emmy, a także otrzymała dziewięciokrotnie nominację do nagrody Emmy, nagrody Złotego Lauru i trzykrotnie do nagrody Złotego Globu. Posiada również swoją gwiazdę na Hollywoodzkiej Alei Gwiazd.